# Futbol'nyj Klub Dynamo Kyïv 2025-2026
Questa voce raccoglie le informazioni riguardanti il Futbol'nyj Klub Dynamo Kyïv, meglio conosciuta come Dinamo Kiev, nelle competizioni ufficiali della stagione 2025-2026.

## Stagione
La stagione 2025-2026 vede la 35ª partecipazione alla Prem"jer-liha per la Dinamo Kiev, che conferma in panchina il tecnico Oleksandr Šovkovs'kyj. La squadra di Kiev, dopo aver vinto il campionato precedente, accede ai preliminari di Champions League. Il primo impegno ufficiale dei bianco-blu è l'incontro in trasferta valido per il secondo turno di qualificazioni contro i maltesi dell'Ħamrun Spartans, vinto per 3-0. Col medesimo risultato gli uomini di Šovkovs'kyj battono i maltesi anche al ritorno e superano il secondo turno. In campionato l'esordio contro il Veres Rivne sorride alla squadra della capitale, che vince in trasferta per una rete a zero. Il cammino in Champions League si conclude al terzo turno di qualificazioni, per mano dei ciprioti del Pafos vincitori sia alla andata che al ritorno rispettivamente per 1-0 e 2-0.

## Maglie e sponsor
Lo sponsor tecnico per la stagione 2025-2026 è New Balance, mentre gli sponsor ufficiali sono ABank24, presente con un piccolo logo nella parte superiore dello stemma e con una scritta più grande sul retro sotto il numero di maglia, e GGbet, presente al centro sul fronte della divisa. La prima maglia riporta i tipici colori bianco e blu, con la bandiera dell'Ucraina stilizzata. La seconda maglia riprende totalmente la bandiera nazionale.
|  | Casa |  | Trasferta |  | Terza maglia |

## Organigramma societario
Dal sito internet ufficiale della società.
Area direttiva
- Presidente: Ihor Surkis

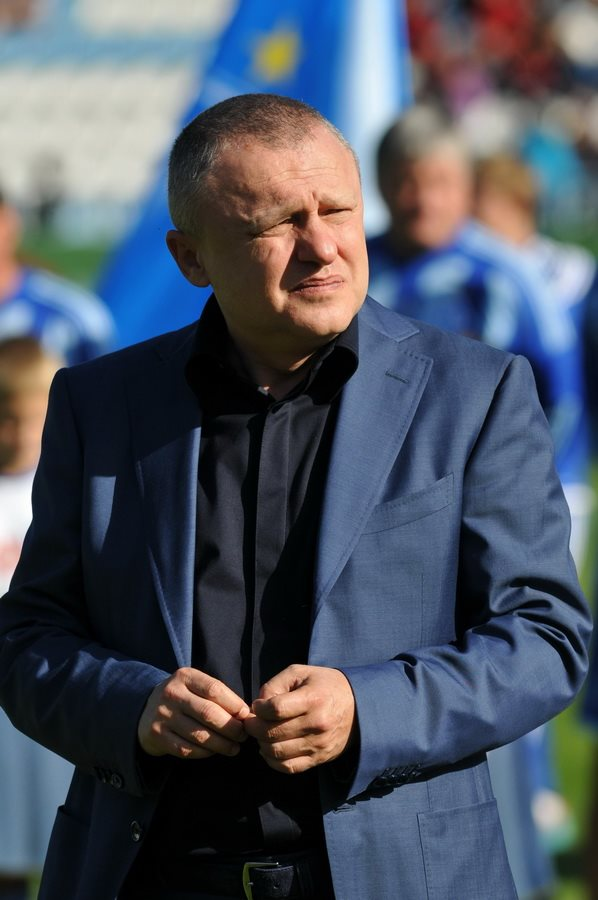
Il presidente della Dinamo Kiev, Ihor Surkis

- Primo Vicepresidente: Vitalii Sivkov
- Direttore generale: Rezo Chokhonelidze
- Direttore sportivo: Volodymyr Bezsonov
- Consulente del management: Artem Kravec'
- Vicepresidenti: Oleksij Palamarčuk, Oleksij Semenenko, Andrij Madzjanovs'kyj, Mark Ginzburg
- Vicedirettore generale: Serhij Mochnyk

Area tecnica
- Allenatore: Oleksandr Šovkovs'kyj
- Allenatore in seconda: Emil Caras

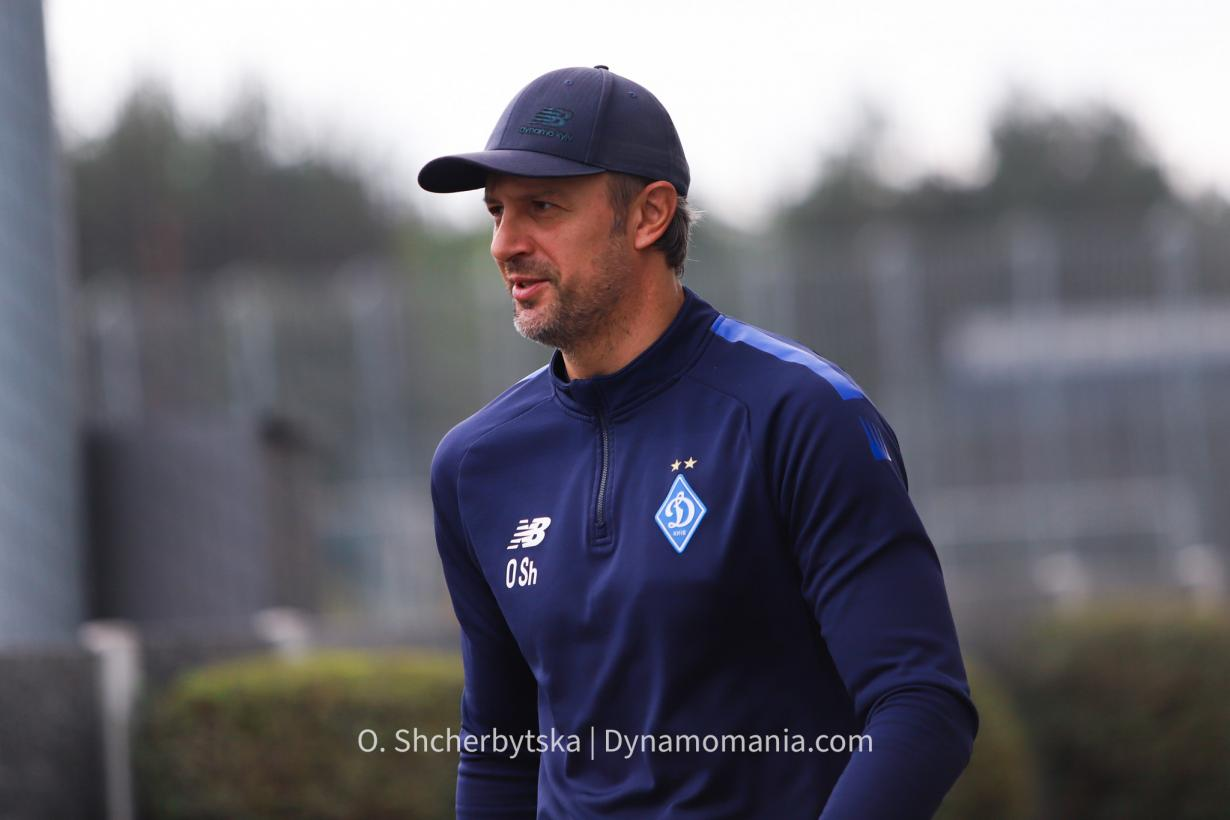
L'allenatore della Dinamo Kiev, Oleksandr Šovkovs'kyj

- Assistenti: Oleh Husjev, Serhij Fedorov
- Preparatore dei portieri: Mychajlo Mychajlov
- Preparatori atletici: Vitalij Kulyba, Volodymyr Jarmošuk, Serhij Mkrtčan, Oleksandr Vasyljev
- Coordinatore settore giovanile: Oleksandr Iščenko

Area sanitaria
- Fisioterapisti: Ihor Šmorhun, Anatolij Žučka, Andrij Šmorhun, Ihor Konivec'
- Staff medico: Serhij Kravčenko, Andrij Soldatkin, Andrij Sobčenko, Vasyl' Jaščenko, Anatolij Sosinovyč

Area marketing
- Gruppo analitico: Olexandr Kozlov, Anatolij Kroščenko
- Direttore Dynamo TV: Serhij Polchovs'kyj
- Capo del Fan club: Serhij Michajlenko

Area amministrativa
- Amministrazione: Olexandr Lemiško, Viktor Kašpur, Dmytro Snitkin, Dmytro Lobanov
- Manager: Anatolij Volk
- Avvocato: Dmytro Brif

Area Scout
- Osservatore: Jevhen Chačeridi

## Rosa

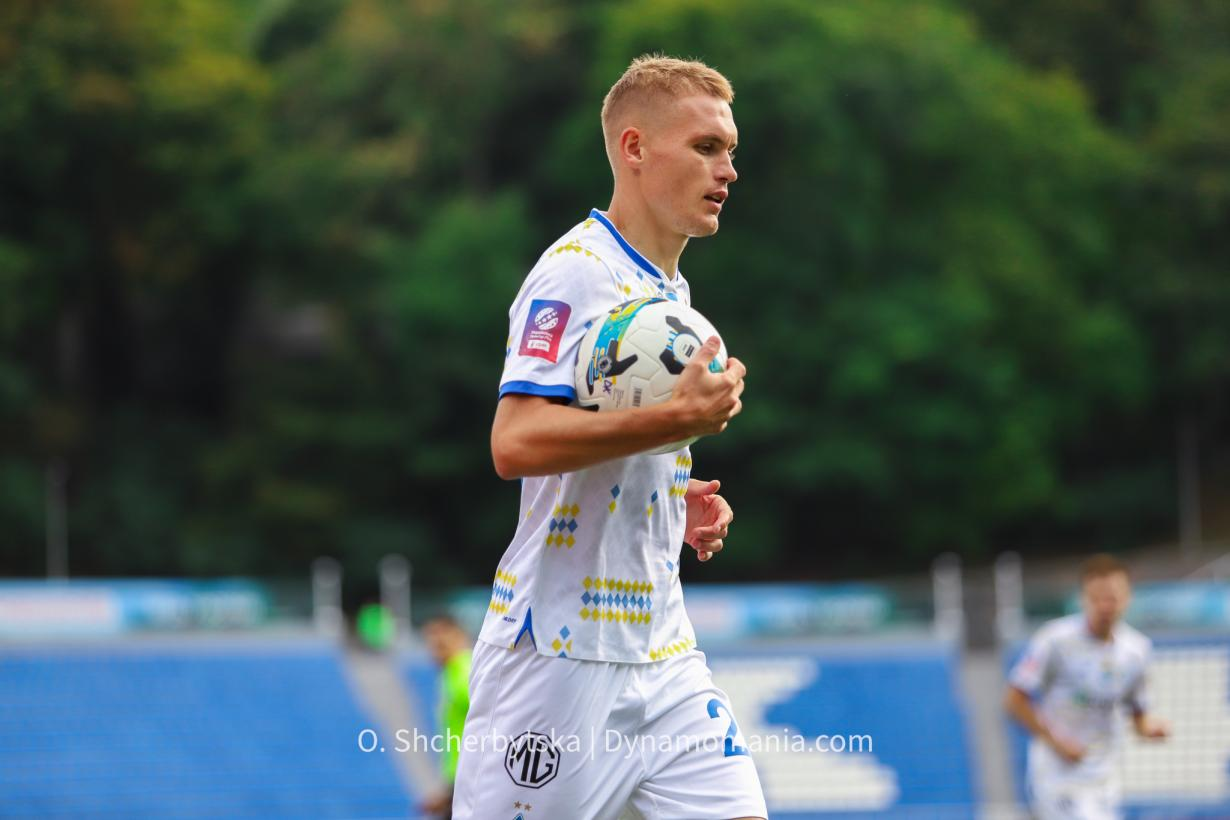
Vitalij Bujal's'kyj, alla sua terza stagione come capitano della Dinamo Kiev

Rosa e numerazione, tratte dal sito ufficiale della Dynamo Kyïv.
| N. |                     | Ruolo | Calciatore                        |
| -- | ------------------- | ----- | --------------------------------- |
| 2  | Ucraina (bandiera)  | D     | Kostjantyn Vivčarenko             |
| 4  | Ucraina (bandiera)  | D     | Denys Popov                       |
| 5  | Ucraina (bandiera)  | C     | Oleksandr Jacyk                   |
| 6  | Ucraina (bandiera)  | C     | Volodymyr Bražko                  |
| 7  | Ucraina (bandiera)  | A     | Andrij Jarmolenko (vice capitano) |
| 9  | Ucraina (bandiera)  | A     | Nazar Vološyn                     |
| 10 | Ucraina (bandiera)  | C     | Mykola Šaparenko                  |
| 11 | Ucraina (bandiera)  | A     | Vladyslav Vanat                   |
| 15 | Ucraina (bandiera)  | C     | Valentyn Rubčyns'kyj              |
| 17 | Colombia (bandiera) | A     | Ángel Torres                      |
| 20 | Ucraina (bandiera)  | C     | Oleksandr Karavajev               |
| 21 | Ucraina (bandiera)  | A     | Vladyslav Suprjaha                |
| 22 | Ucraina (bandiera)  | C     | Vladyslav Kabajev                 |

| N. |                    | Ruolo | Calciatore                     |
| -- | ------------------ | ----- | ------------------------------ |
| 24 | Ucraina (bandiera) | D     | Oleksandr Tymčyk               |
| 29 | Ucraina (bandiera) | C     | Vitalij Bujal's'kyj (capitano) |
| 32 | Ucraina (bandiera) | D     | Taras Mychavko                 |
| 35 | Ucraina (bandiera) | P     | Ruslan Neščeret                |
| 39 | Panama (bandiera)  | A     | Eduardo Guerrero               |
| 40 | Ucraina (bandiera) | D     | Kristian Bilovar               |
| 44 | Ucraina (bandiera) | D     | Vladyslav Dubinčak             |
| 45 | Ucraina (bandiera) | D     | Maksym Braharu                 |
| 51 | Ucraina (bandiera) | P     | Valentyn Morhun                |
| 74 | Ucraina (bandiera) | P     | Denys Ihnatenko                |
| 76 | Ucraina (bandiera) | C     | Oleksandr Pichal'onok          |
| 91 | Ucraina (bandiera) | C     | Mykola Mychajlenko             |
| 99 | Ucraina (bandiera) | A     | Matvij Ponomarenko             |

## Calciomercato

### Sessione estiva
| Acquisti         | Acquisti              | Acquisti           | Acquisti      |
| R.               | Nome                  | da                 | Modalità      |
| ---------------- | --------------------- | ------------------ | ------------- |
| C                | Samba Diallo          | Hapoel Gerusalemme | fine prestito |
| C                | Oleksandr Jacyk       | Zorja              | fine prestito |
| A                | Eric Ramírez          | Tigre              | fine prestito |
| A                | Vladyslav Suprjaha    | Zorja              | fine prestito |
| Altre operazioni |                       |                    |               |
| R.               | Nome                  | da                 | Modalità      |
| D                | Navin Malyš           | Vorskla            | fine prestito |
| D                | Oleksandr Syrota      | Maccabi Haifa      | fine prestito |
| C                | Justin Lonwijk        | Viborg             | fine prestito |
| C                | Giorgi Ts'it'aishvili | Granada            | fine prestito |
| A                | Gerson Rodrigues      | AVS                | fine prestito |

| Cessioni         | Cessioni              | Cessioni           | Cessioni   |
| R.               | Nome                  | a                  | Modalità   |
| ---------------- | --------------------- | ------------------ | ---------- |
| D                | Maksym Djačuk         | Lechia Danzica     | prestito   |
| D                | Valerij Lučkevyč      |                    | svincolato |
| Altre operazioni |                       |                    |            |
| R.               | Nome                  | a                  | Modalità   |
| D                | Navin Malyš           | Zorja              | prestito   |
| C                | Justin Lonwijk        | Fortuna Sittard    | prestito   |
| C                | Roman Salenko         | Zorja              | prestito   |
| C                | Giorgi Ts'it'aishvili | Metz               | prestito   |
| C                | Vikentij Vološyn      |                    | svincolato |
| A                | Gerson Rodrigues      | Kanchanaburi Power | gratuito   |

### Sessione invernale
| Acquisti         | Acquisti         | Acquisti         | Acquisti         |
| R.               | Nome             | da               | Modalità         |
| Altre operazioni | Altre operazioni | Altre operazioni | Altre operazioni |
| R.               | Nome             | da               | Modalità         |
| ---------------- | ---------------- | ---------------- | ---------------- |

| Cessioni         | Cessioni         | Cessioni         | Cessioni         |
| R.               | Nome             | a                | Modalità         |
| Altre operazioni | Altre operazioni | Altre operazioni | Altre operazioni |
| R.               | Nome             | a                | Modalità         |
| ---------------- | ---------------- | ---------------- | ---------------- |

## Risultati

### Prem"jer-liha

#### Girone di andata
| Arbitro: | Derevins'kyyj (Kiev) |

|  |           |               |
|  | Marcatori | 14’ Šaparenko |

| Arbitro: | Romanov (Dnipro) |

|          |           |                                                                      |
| Faal 88’ | Marcatori | 21’ Mychavko 47’ (aut.) Cholod 65’ Bujal's'kyj 77’ Braharu 80’ Jacyk |

| Ternopil' 16 agosto 2025, ore 18:00 EEST 3ª giornata | Epicentr             | – referto | Dinamo Kiev | Stadio Roman Šuchevyč\| Arbitro: \| Afanas'jev (Charkiv) \| |
| Arbitro:                                             | Afanas'jev (Charkiv) |           |             |                                                             |

| Kiev 24 agosto 2024, ore 17:00 EEST 4ª giornata | Dinamo Kiev | – | Vorskla | Stadio Dynamo Lobanovs'kyj |

| Kiev 31 agosto 2024, ore 15:30 EEST 5ª giornata | Dinamo Kiev | – | LNZ Čerkasy | Stadio Dynamo Lobanovs'kyj |

| Kiev 14 settembre 2024, ore 17:00 EEST 6ª giornata | Zorja | – | Dinamo Kiev | Stadio Dynamo Lobanovs'kyj |

### Champions League

#### Qualificazioni
| Arbitro: | Soto Grado |

|  |           |                                         |
|  | Marcatori | 13’ Vanat 76’ Bujal's'kyj 90+2’ Vološyn |

| Arbitro: | Sundberg |

|                                   |           |  |
| Vanat 28’ Bražko 35’ Mychavko 82’ | Marcatori |  |

| Arbitro: | Schärer |

|  |           |              |
|  | Marcatori | 84’ Anderson |

| Arbitro: | Massa |

|                      |           |  |
| Oršić 2’ Correia 55’ | Marcatori |  |

## Statistiche

### Statistiche di squadra
| Competizione     | Punti | In casa | In casa | In casa | In casa | In casa | In casa | In trasferta | In trasferta | In trasferta | In trasferta | In trasferta | In trasferta | Totale | Totale | Totale | Totale | Totale | Totale | DR |
| Competizione     | Punti | G       | V       | N       | P       | Gf      | Gs      | G            | V            | N            | P            | Gf           | Gs           | G      | V      | N      | P      | Gf     | Gs     | DR |
| ---------------- | ----- | ------- | ------- | ------- | ------- | ------- | ------- | ------------ | ------------ | ------------ | ------------ | ------------ | ------------ | ------ | ------ | ------ | ------ | ------ | ------ | -- |
| Prem"jer-liha    | 6     | 0       | 0       | 0       | 0       | 0       | 0       | 2            | 2            | 0            | 0            | 6            | 1            | 2      | 2      | 0      | 0      | 6      | 1      | +5 |
| Coppa di Ucraina | -     | 0       | 0       | 0       | 0       | 0       | 0       | 0            | 0            | 0            | 0            | 0            | 0            | 0      | 0      | 0      | 0      | 0      | 0      | 0  |
| Champions League | -     | 2       | 1       | 0       | 1       | 3       | 1       | 2            | 1            | 0            | 1            | 3            | 2            | 4      | 2      | 0      | 2      | 6      | 3      | +3 |
| Europa League    | -     | 0       | 0       | 0       | 0       | 0       | 0       | 0            | 0            | 0            | 0            | 0            | 0            | 0      | 0      | 0      | 0      | 0      | 0      | 0  |
| Totale           | -     | 2       | 1       | 0       | 1       | 3       | 1       | 4            | 3            | 0            | 1            | 9            | 3            | 6      | 4      | 0      | 2      | 12     | 4      | +8 |

### Andamento in campionato
| Giornata  | 1 | 2 | 3 | 4 | 5 | 6 | 7 | 8 | 9 | 10 | 11 | 12 | 13 | 14 | 15 | 16 | 17 | 18 | 19 | 20 | 21 | 22 | 23 | 24 | 25 | 26 | 27 | 28 | 29 | 30 |
| --------- | - | - | - | - | - | - | - | - | - | -- | -- | -- | -- | -- | -- | -- | -- | -- | -- | -- | -- | -- | -- | -- | -- | -- | -- | -- | -- | -- |
| Luogo     | T | T | C | T | C | T | C | T | C | T  | C  | C  | C  | T  | C  | T  | C  | T  | C  | T  | C  | T  |    |    |    |    |    |    |    |    |
| Risultato | V | V |   |   |   |   |   |   |   |    |    |    |    |    |    |    |    |    |    |    |    |    |    |    |    |    |    |    |    |    |
| Posizione | 5 | 1 |   |   |   |   |   |   |   |    |    |    |    |    |    |    |    |    |    |    |    |    |    |    |    |    |    |    |    |    |

Legenda:

Luogo: C = Casa; T = Trasferta. Risultato: V = Vittoria; N = Pareggio; P = Sconfitta.

### Statistiche dei giocatori
| Giocatore      | Prem"jer-liha | Prem"jer-liha | Prem"jer-liha | Prem"jer-liha | Coppa di Ucraina | Coppa di Ucraina | Coppa di Ucraina | Coppa di Ucraina | Champions League | Champions League | Champions League | Champions League | Totale   | Totale | Totale      | Totale     |
| Giocatore      | Presenze      | Reti          | Ammonizioni   | Espulsioni    | Presenze         | Reti             | Ammonizioni      | Espulsioni       | Presenze         | Reti             | Ammonizioni      | Espulsioni       | Presenze | Reti   | Ammonizioni | Espulsioni |
| -------------- | ------------- | ------------- | ------------- | ------------- | ---------------- | ---------------- | ---------------- | ---------------- | ---------------- | ---------------- | ---------------- | ---------------- | -------- | ------ | ----------- | ---------- |
| K. Bilovar     | 2             | 0             | 0             | 0             | 0                | 0                | 0                | 0                | 2                | 0                | 0                | 0                | 4        | 0      | 0           | 0          |
| M. Braharu     | 1             | 1             | 0             | 0             | 0                | 0                | 0                | 0                | 1                | 0                | 0                | 0                | 2        | 1      | 0           | 0          |
| V. Bražko      | 2             | 0             | 0             | 0             | 0                | 0                | 0                | 0                | 4                | 1                | 0                | 0                | 6        | 1      | 0           | 0          |
| V. Bujal's'kij | 1             | 1             | 0             | 0             | 0                | 0                | 0                | 0                | 3                | 1                | 0                | 0                | 4        | 2      | 0           | 0          |
| V. Dubinčak    | 1             | 0             | 0             | 0             | 0                | 0                | 0                | 0                | 3                | 0                | 0                | 0                | 4        | 0      | 0           | 0          |
| E. Guerrero    | 1             | 0             | 0             | 0             | 0                | 0                | 0                | 0                | 1                | 0                | 0                | 0                | 2        | 0      | 0           | 0          |
| O. Jacyk       | 1             | 1             | 0             | 0             | 0                | 0                | 0                | 0                | 1                | 0                | 0                | 0                | 2        | 1      | 0           | 0          |
| A. Jarmolenko  | 2             | 0             | 0             | 0             | 0                | 0                | 0                | 0                | 3                | 0                | 1                | 0                | 5        | 0      | 1           | 0          |
| V. Kabajev     | 2             | 0             | 0             | 0             | 0                | 0                | 0                | 0                | 4                | 0                | 0                | 0                | 6        | 0      | 0           | 0          |
| O. Karavajev   | 1             | 0             | 0             | 0             | 0                | 0                | 0                | 0                | 1                | 0                | 0                | 0                | 2        | 0      | 0           | 0          |
| V. Morhun      | 0             | -0            | 0             | 0             | 0                | -0               | 0                | 0                | 0                | -0               | 0                | 0                | 0        | -0     | 0           | 0          |
| M. Mychajlenko | 2             | 0             | 0             | 0             | 0                | 0                | 0                | 0                | 2                | 0                | 1                | 0                | 4        | 0      | 1           | 0          |
| T. Mychavko    | 2             | 1             | 0             | 0             | 0                | 0                | 0                | 0                | 4                | 1                | 0                | 0                | 6        | 2      | 0           | 0          |
| R. Neščeret    | 2             | -1            | 0             | 0             | 0                | -0               | 0                | 0                | 4                | -3               | 0                | 0                | 6        | -4     | 0           | 0          |
| O. Pichal'onok | 1             | 0             | 0             | 0             | 0                | 0                | 0                | 0                | 3                | 0                | 0                | 0                | 4        | 0      | 0           | 0          |
| M. Ponomarenko | 1             | 0             | 0             | 0             | 0                | 0                | 0                | 0                | 3                | 0                | 0                | 0                | 4        | 0      | 0           | 0          |
| D. Popov       | 2             | 0             | 0             | 0             | 0                | 0                | 0                | 0                | 3                | 0                | 1                | 0                | 5        | 0      | 1           | 0          |
| V. Rubčyns'kyj | 0             | 0             | 0             | 0             | 0                | 0                | 0                | 0                | 0                | 0                | 0                | 0                | 0        | 0      | 0           | 0          |
| Samba          | 0             | 0             | 0             | 0             | 0                | 0                | 0                | 0                | 0                | 0                | 0                | 0                | 0        | 0      | 0           | 0          |
| V. Suprjaha    | 0             | 0             | 0             | 0             | 0                | 0                | 0                | 0                | 1                | 0                | 0                | 0                | 1        | 0      | 0           | 0          |
| M. Šaparenko   | 2             | 1             | 0             | 0             | 0                | 0                | 0                | 0                | 4                | 0                | 1                | 0                | 6        | 1      | 1           | 0          |
| V. Šepeljev    | 0             | 0             | 0             | 0             | 0                | 0                | 0                | 0                | 0                | 0                | 0                | 0                | 0        | 0      | 0           | 0          |
| Á. Torres      | 0             | 0             | 0             | 0             | 0                | 0                | 0                | 0                | 0                | 0                | 0                | 0                | 0        | 0      | 0           | 0          |
| O. Tymčyk      | 1             | 0             | 0             | 0             | 0                | 0                | 0                | 0                | 4                | 0                | 1                | 0                | 5        | 0      | 1           | 0          |
| V. Vanat       | 1             | 0             | 0             | 0             | 0                | 0                | 0                | 0                | 4                | 2                | 2                | 0                | 5        | 2      | 2           | 0          |
| K. Vivčarenko  | 1             | 0             | 0             | 0             | 0                | 0                | 0                | 0                | 2                | 0                | 1                | 0                | 3        | 0      | 1           | 0          |
| N. Vološyn     | 2             | 0             | 0             | 0             | 0                | 0                | 0                | 0                | 4                | 1                | 0                | 0                | 6        | 1      | 0           | 0          |